# 東固戰鬥
東固戰鬥發生於1930年12月19、20日，地點則是在中國江西東固。是第一次国共内战主要戰鬥之一，交戰一方為中華民國國民革命軍之18師、新5師，另一方則為刚刚发动富田事变的中國工農紅軍之红二十军。戰鬥末了，國民革命軍以兩倍軍力攻下江西南部重鎮－東固。